# Komisija za volitve, imenovanja in administrativne zadeve Državnega zbora Republike Slovenije
Komisija za volitve, imenovanja in administrativne zadeve je bivša komisija Državnega zbora Republike Slovenije.

## Sestava
1. državni zbor Republike Slovenije
- izvoljena: 23. december 1993
- predsednik: Tone Anderlič (do 28. maja 1996), Peter Petrovič (od 28. maja 1996)
- podpredsednik: Janez Podobnik (od 26. februarja 1993)
- člani: Tone Anderlič (od 28. maja 1996), Igor Bavčar, Gabrijel Berlič, Polonca Dobrajc, Benjamin Henigman (od 19. septembra 1993), Zmago Jelinčič (do 19. septembra 1993), Štefan Kociper, Sašo Lap (23. april-23. december 1993 in od 24. novembra 1994), Rudi Moge (19. september 1993-26. januar 1995 in od 25. aprila 1995), Irena Oman (23. december 1993-24. november 1994), Ivan Oman, Miloš Pavlica, Breda Pečan, Peter Petrovič (25. april 1995-28. maj 1996), Janez Podobnik (do 26. februarja 1996), Franc Potočnik, Maria Pozsonec, Jože Pučnik, Danica Simšič (od 24. novembra 1994), Leo Šešerko, Zoran Thaler (do 26. januarja 1995), Ivan Verzolak (od 24. novembra 1994)

2. državni zbor Republike Slovenije
- izvoljena: 16. januar 1997
- predsednik: Igor Bavčar (do 29. oktobra 1997), Maksimiljan Lavrinc (od 17. decembra 1997)
- podpredsednik: Ciril Smrkolj (do 27. februarja 1997), Franc Potočnik (od 15. maja 1997)
- člani: Anton Anderlič, Ivan Božič, Franc Čebulj (od 25. julija 1997), Anton Delak, Polonca Dobrajc, Leon Gostiša (od 15. maja 1997), Ivo Hvalica (do 25. julija 1997), Janez Janša, Aurelio Juri, Rudolf Moge, Miroslav Mozetič, Darinka Mravljak, Franc Potočnik (do 15. maja 1997), Miran Potrč, Maria Pozsonec, Franci Rokavec, Pavel Rupar, Bogomir Špiletič, Davorin Terčon, Herman Tomažič
- funkcija člana: Richard Beuermann (25. november-17. december 1997), Franc But (25. marec-3. april 1997), Janez Per (23. april-15. maj 1997)

3. državni zbor Republike Slovenije
- izvoljena: 27. oktober 2000
- predsednik: Jožef Školč (od 11. januarja 2001)
- podpredsednik: Franc Pukšič
- člani: Anton Anderlič, Richard Beuermann, Miran Jerič, Maksimiljan Lavrinc, Tone Partljič, Ciril Pucko, Matjaž Švagan, Mihael Brejc, Janez Janša, Franc Sušnik, Silva Črnugelj, Aurelio Juri, Miran Potrč, Ivan Božič, Franci Rokavec, Andrej Bajuk, Janez Drobnič, Anton Delak, Sašo Peče, Bogomir Vnučec, Maria Pozsonec